# Visconde de Macaé

Armas do 1.º visconde com grandeza de Macaé, uma combinação das armas das famílias Silva e Velho.

Visconde de Macaé é um título nobiliárquico criado por D. Pedro I do Brasil, por decreto de 18 de outubro de 1829, a favor de Amaro Velho da Silva.
Titulares
1. Amaro Velho da Silva (1780—?[2]) — primeiro barão de Macaé;
2. José Carlos Pereira de Almeida Torres (1799—1850).